# 精英节拍特工
《精英节拍特工》是iNiS制作，任天堂出品在任天堂DS平台上的韵律游戏，被认为是《押忍！战斗！应援团》的英文版。于2006年11月6日率先在北美发售。
游戏中玩家需要用触控笔按照节拍点击屏幕上的圆圈来得分。

## 游戏方法
精英节拍特工的基本游戏方法和应援团相比，并没有太大变化。每一首歌曲都有相应的故事，以漫画风格展开。人物和故事都叙述完毕后，特工抵达现场，游戏便正式开始。
玩家在游戏中需要用触控笔做三种动作。
- 打击标记
点击屏幕上的圆圈。
- 段落标记
点击屏幕上的圆圈，并且跟随屏幕上的球将触控笔在拼幕上滑过一条路径。
- 回旋标记
时间结束前旋转屏幕上的圆盘，直到两边的槽全部亮起为止。时间结束前继续旋转的话会有奖励分。

要成功得分，玩家需要在主圆圈和其外按时间缩小的圆圈交汇的时候点击。标记的时间与音乐的节奏相吻合。打击和段落标记被排列成1-15个一组的“轨道”，并且圆圈上面标有数字，玩家必须按照数字点击。
在下屏幕的顶端的“精英计量器”显示玩家目前的状况。计量器会随着游戏的进行而减少（具体速度由具体的歌曲和难度而定），但成功的打击可以回复计量器，时间越精确，计量器恢复得越多。但是如果错过了某个标记，计量器会快速减少。如果计量器降到最低，游戏便提前结束。
每首乐曲被分成2-4段。两端中的间隔时，上屏幕会显示故事的进展。此时如果计量器在黄色区域内，玩家便通过了这一段，上屏幕会显示主人公成功克服挑战。如果计量器在红色区域内，这一段便认为失败了。每首乐曲均有3个结尾。如果所有段都通过，那么结尾是主人公非常成功。如果至少有一段通过，那么结尾是主人公完成了目标。但如果三段都失败而仍然完成关卡的话，结尾是主人公虽然努力但还是失败。

## 故事和出场人物
精英节拍特工是一个虚构的秘密国家机构。每当人们（以及在个别关卡中出现的狗、猫和白血球）遇到困难时大喊，HELP!!(救命！)，他们就会现身。但他们并不直接帮助受助对象，而是在一旁用加油的方式，让受助对象充满“韵律能量”，从而克服困难。
1. J
  - Agent BA-2
    - Cruisin'中出場
2. Spin
  - Agent BA-5
    - Breezin'中出場
3. Chieftain
  - Agent BA-1
    - Sweartin'中出場
4. Derek
  - Agent BA-4
    - Cruisin'、Breezin'＆Sweartin'中出場
5. Morris
  - Agent BA-3
    - Cruisin'、Breezin'＆Sweartin'中出場
6. Starr
  - Agent BD-1
    - Elite Beat Divas的成員。Hard ROCK!中出場
7. Foxx
  - Agent BD-2
    - Elite Beat Divas的成員。Hard ROCK!中出場
8. Missy
  - Agent BD-3
    - Elite Beat Divas的成員。Hard ROCK!中出場
9. Commander Kahn
  - 精英节拍特工的司令官，在每次接到任務時，命令节拍特工出動(Agents are GO!!)。在個別任務時，會在"GO!!"的畫面出現一罐堅果和穿著海灘服。
    - Hard ROCK!的司令官模式代替Starr出場

## 收錄曲目
《精英节拍特工》一共收录了19首歌曲，并且所有曲目全部来自他人翻唱。

### 基本曲目
1. Trio of Mayhem!Love and Boyfriends!!
  - 應援曲目：Walkie Takie Man
  - 原唱者：Steriogram
  - 本作演唱者：Jason Paige
  - 應援對象：Jane
    - 兼职保姆。晚上与爱好美式足球的男朋友Dan约会，但是恰好有三个需要照看的孩子上门。
2. Red Carpet Premiere!Smash Hit or Box Office Crash!!
  - 應援曲目：Make No Difference
  - 原唱者：Sum 41
  - 本作演唱者：Vinn Lombardo
  - 應援對象：Chris Sliverscreen
    - 导演。正在拍摄超大怪兽电影“Romancing Meowzilla”（罗曼史中的喵斯拉）。此关故事中有应援团的角色作为演员出现。
3. Hey,Taxi!To the Hospital,and Hurry!!
  - 應援曲目：Sk8er Boi
  - 原唱者：Avril Lavigne
  - 本作演唱者：Angela Michael
  - 應援對象：Jack 
    - 出租车司机。平常性格柔和，但只要一有乘客上车就会暴变成不顾一切也要把乘客送到目的地的“神风出租车”的性格。由于多次违章，发誓以后要安全驾驶，但是恰巧遇到临盆的孕妇Linda要求立即开车到医院。
4. Art and Beauty!Love and Happiness!!
  - 應援曲目：I Was Born To Love You
  - 原唱者：Queen/Freddie Mercury
  - 本作演唱者：Paul Vician
  - 應援對象：Leo
    - 15世纪意大利的天才科学家、画家。一天在街上遇到一名黑发女子，于是发誓非要把她追到手不可。
5. Magic Meet Madness!The Show Must Go On!!
  - 應援曲目：Rock This Town
  - 原唱者：Stray Cats
  - 本作演唱者：Mark Latham
  - 應援對象：Thomas Petree
    - 在赌场工作的魔术师。将所有的工作收入都去玩角子机了。本来盼着能够在当晚的表演中得到收入，但工作的赌场被“满堂红帮”劫持，所以表演也取消了。
6. A Pug's Life!400 Miles from Home!!
  - 應援曲目：Highway Star
  - 原唱者：Deep Purple
  - 本作演唱者：Kaleb James
  - 應援對象：Sam
    - 哈巴狗。在卡车上的干草堆上睡着，不小心被带到离家400英里的地方。
7. Ahoy,Mates!Sunken Delights and Adventure!!
  - 應援曲目：YMCA|Y.M.C.A
  - 原唱者：Village People
  - 本作演唱者：TC Moses
  - 應援對象：Capt.Brooke 
    - S.S. DISCOVERY的海盗船长。三個月來尋找寶藏，最終給其他船員遺棄在海中心。
8. Cry Wolf!Meteorology and Parenting!!
  - 應援曲目：September
  - 原唱者：Earth,Wind and Fire
  - 本作演唱者：TC Moses
  - 應援對象：Sofie Hudson
    - 電視台的氣象報道員。答應了兒子星期天出去郊游，但恰好天文台預報當天 100% 下雨。為了兌現與兒子的承諾，她硬著頭皮以自己天文台預報員聲譽起誓，當天一定要萬里無雲。
9. Family Honor!Introducing the Secret-Weapon Ninja!!
  - 應援曲目：Canned Heat
  - 原唱者：Jamiroquai
  - 本作演唱者：Jason Paige
  - 應援對象：Ken Ozu
    - 寿司汽车公司的太子爺。被父親命令使用忍术奪回被竞争对手偷走的新汽車的資料。
10. Survive!Celebrity Livbes and Desert Isles!!
  - 應援曲目：Material Girl
  - 原唱者：Madonna
  - 本作演唱者：Melissa Garber
  - 應援對象：Norma Carrington ＆ Isabella Carrington
    - 一對富有姐妹，在一次航海旅程遇上海難，流落孤島，開始她們「優悠的度假」。
11. NURSE!!Gold Medal Hero or Zero!!
  - 應援曲目：La La
  - 原唱者：Ashlee Simpson
  - 本作演唱者：Laura Jane
  - 應援對象：Cap White
    - 运动员Bill Mitchell體內的白血球。Bill Mitchell在100米比賽前一天患上重感冒，因为药检的关系不能使用药物。特工们要辅助Cap White打败Mr.Virus（病毒先生）。
12. A Christmas Gift
  - 應援曲目：You're the inspiration
  - 原唱者：Chicago
  - 本作演唱者：Julian Miranda
  - 應援對象：Lucy Stevens
    - Lucy的父親答应Lucy在圣诞节带一只小熊回来，但是在圣诞前父亲却出了意外死亡。Lucy相信爸爸一定会遵守诺言。
13. Rags to Riches!Go East Wildcatter!!
  - 應援曲目：Let's Dance
  - 原唱者：David Bowie
  - 本作演唱者：Delaney Wolff
  - 應援對象：Colonel Bob
    - 石油大亨。他的油田完全乾涸，而他老婆更令他破產，被他老婆趕出大屋去發掘新的油田。
14. Batter Up!Home Run Hero Makes a Comeback!!
  - 應援曲目：The Anthem
  - 原唱者：Good Charlotte
  - 本作演唱者：Kevin Ridel
  - 應援對象：Hulk Bryman
    - 棒球选手。由于实力退步而被逼退役。在主题乐园与石巨人战斗。救回石头巨人手中的小孩后重拾打球的信心。
15. No more Music!?The Last Hope!!(Part1)
  - 應援曲目：Without a Fight
  - 原唱者：Hoobastank
  - 本作演唱者：Kevin Ridel
  - 應援對象：所有曾應援對象
    - 憎恨音乐的外星人菱星人决定要奴役全人类。
16. No more Music!?The Last Hope!!(Part2)
  - 應援曲目：Jumpin Jack Flash
  - 原唱者：The Rolling Stones
  - 本作演唱者：Billy Fogarty
  - 應援對象：地球

### 隱藏曲目
1. Aspire!Dancing to the Limelight
  - 應援曲目：Believe
  - 原唱者：Cher
  - 本作演唱者：Lynn Rose
  - 應援對象：Amanda Straw
    - 披薩店員工。夢想成為著名舞蹈員。
2. Here,Kitty Kitty!Baby Hijinks!!
  - 應援曲目：ABC
  - 原唱者：Jackson 5
  - 本作演唱者： TC Moses ＆ Brittany Kertesz
  - 應援對象：Max
    - 貓(Max)。小寶寶Alden與牠獨處家中時，Alden因追逐蝴蝶而爬出窗戶到了鄰近的工業地盤，Max要將他安全送放家中。
3. The Last Laugh!Just a Peanut Matter!!
  - 應援曲目：Survivor
  - 原唱者：Destiny's Child
  - 本作演唱者：April Harmony
  - 應援對象：Jack Irons
    - 堅果公司員工。新聞報道喪屍在城鎮出現，而Jack背後亦出現了大群喪屍。

## 参見
- 押忍！戰鬥！應援團

- 燃燒！熱血韻律魂 押忍！戰鬥！應援團2